# Sui (Shangqiu)
Der Kreis Sui (睢县,  Suī xiàn) ist ein Kreis der bezirksfreien Stadt Shangqiu in der chinesischen Provinz Henan. Er hat eine Fläche von 924 km² und zählt 668.500 Einwohner (Stand: Ende 2018). Sein Hauptort ist die Großgemeinde Chengguan (城关镇). 
Die alte Hauptstadt des kleinen antiken chinesischen Staates Hua befand sich auf seinem Gebiet. 